# 遮那王義経
『遮那王義経』（しゃなおうよしつね）は、沢田ひろふみによる日本の漫画作品。『月刊少年マガジン』（講談社）にて、2000年12月号より2007年6月号まで連載された。単行本は全22巻。平安時代末期から鎌倉時代を舞台とした歴史漫画である。2004年、第28回講談社漫画賞少年部門を受賞。
『月刊少年マガジン』2007年8月号より『遮那王義経 源平の合戦』（しゃなおうよしつね げんぺいのかっせん）に改題し、源平合戦以降を舞台とするようになった。『月刊少年マガジン』2015年5月号にて完結した。

## 粗筋
とある神社の床下から古文書が発見された。その内容は、牛若丸について書かれた物であったが、驚くべき事に牛若丸が16歳で死去したと記されていた。それは、現代まで知られることの無かった「もう一つの義経伝説」であった。
時は平安時代の末期、平家が全盛の時代であった。旅芸人の漂太は、外見が瓜二つの少年「牛若丸」の身代わりを引き受けた。この時より、漂太には数奇な運命が降りかかってゆく。

## 登場人物
※この作品に出てくる人物の年齢は数え年で表示されている。

### 主要人物
源義経（漂太、遮那王）
主人公。実は源義朝の九男ではなく、正体は捨て子で、軒下一座というその日暮らしの芸者の一員だった。本当の名前は漂太（ひょうた）。
非常に身軽であり、子供ながら素晴らしい軽業を披露していた。背が低く、それを指摘されると激怒する。 一人称は幼少期は「オイラ」だったが、成長した後は「オレ」になっている。
子供の頃は破天荒で自由気ままな性格であったが、成長してからは牛若と同様、難しい書物も読めるようになり、礼儀も覚えたものの、明るく快活な性格は変わっておらず、多くの者から慕われている。牛若の死後も牛若を大切に想っており、「無二の親友」と語っている。
牛若丸と瓜二つの外見であったことから、常盤御前が影武者として藤原長成の家に招き入れた。漂太自身は、快く引き受けた。そこで様々な騒動を起こしつつも、牛若と友情を育み、常盤や長成とは本当の親子のような関係を手に入れた。
牛若の身代わりとなってからも様々な騒動を引き起こす。
後に、牛若の身代わりのまま平清盛によって鞍馬寺に追放される形で稚児となる。寺では毘盧遮那仏から取った「遮那王」の名を手に入れる。清盛から刺客を送られるなど、時に命の危険にさらされながらも、機転を利かして困難を切り抜けてきた。そして、そこでの生活を通して鬼若(後の武蔵坊弁慶)や平徳子に出会う。
寺で平氏からの執拗な追及をかわしながら成長するが、牛若が病のために倒れると、平氏打倒の意志を継いで鞍馬寺を脱走、藤原長成と親戚関係にある奥州藤原氏の棟梁藤原秀衡を頼るため、金売り吉次に連れられ弁慶と共に平泉へと赴くこととなる。
その途上、牛若を示す源義朝の「義」の字と、自らの鞍馬寺での日々を示すお経の「経」の字を組み合わせて「義経」と自らを命名して元服。以来、義経の名前を名乗る。また、伊豆に立ち寄り蛭ヶ小島に流されていた兄・頼朝を尋ねた。
平泉では平家の追っ手や清原氏の残党との戦いなどさまざまな事件や争いに巻き込まれながらも藤原基成の屋敷で穏やかな日々を過ごし、佐藤兄弟や秀衡の息子の泰衡、国衡らの武家を始め、平泉の庶民とまで交流を持つなど平泉を「故郷と感じている」と話すほどに身近に思っている。
平泉で平穏に過ごしていたが、義経を気にかけていた源頼政や頼朝の挙兵を知り、牛若との約束を果たすべく出陣のため秀衡に兵を借りようとするが石橋山の戦いでの敗北を理由に断わられ、断念する。だが、奥州に入った平教経との対決後に教経から頼朝の生存を知らされると、周囲の反対を押し切って鎌倉行きを決める。
富士川の戦い後に頼朝と再会を果たし、異母兄の源範頼や同母兄の全成(今若)と義円(乙若)らと共に兄弟力合わせて平家を打倒することを誓い、鎌倉に屋敷を構えて滞在する。しかし、そこで漂太の時の自分を知っている知人の金太と再会し、彼の存在が後の災いの元となる。
その後、頼朝の命により病に倒れた清盛の病状を探るべく京へ行き三善康信の協力の下で様子を伺っていた折、軒下一座のりん(静御前)と再会する。そして、静の協力で清盛と面会し、その最期の言葉を受け取る。
清盛の死後、徳子に助けられ教経の捜索を振り切り京を脱出。その道中での孤児のひかり達と出会い、そして彼女達を襲った悲劇を目の当たりにして戦を続けることに疑問を持つようになるが、上総介広常の助言で「戦を急ぐ」という今後の方針を固める。
後白河法皇から左衛門少尉、検非違使の役職を無断で得たため頼朝と確執が生じ始める。壇ノ浦の戦い後、金太から自身の正体を知った景時の密告で頼朝にも正体が露見し追われる身となる。一時りんと別れた後、京に潜伏していた忠信の撹乱と安宅の関での弁慶の機転により、無事に奥州に辿り着き、秀衡らの保護を受ける。そして、奥州に辿り着いたりんとも合流する。まもなく秀衡が危篤状態となり、秀衡から泰衡と国衡とともに奥州を守るようにと託される。
しかし、泰衡の弟の忠衡が義経がいるから奥州が攻められると思い込み、義経を殺して頼朝に首を送ろうと手勢を率いて衣川館を襲撃（衣川の戦い。なお、史実では忠衡はむしろ義経に味方していた。）する。戦おうとするも弁慶ら郎党達の説得によりりんとともに逃亡し、郎党達の決死の奮戦と身代わり、吉次の手引きによって無事に北の地（蝦夷地）に渡ることに成功する。その後、郎党達が自分のために散って逝ったことを知らされるも信じず、しばらく彼らがこっちに来ることを待ち望んでいた。
それから十年後、義経は郎党達の死を受け入れて彼らの墓となる地蔵を作り、りんと郎党達の面影に似た犬達とともに余生を過ごしていた。頼朝が死んだことで吉次を呼び、これまでの自身の半生を綴ってもらおうと決めた。そして、綴ってもらった書物が現在で発見される。
牛若丸
16歳の若さで世を去った「本物」の源義朝の九男。本来なら彼こそが源氏の一員として平氏打倒の為に立ち上がるはずだった。体こそ病弱であったが、頭は優秀で難しい兵法書を読み漁っていた。自分が長くは生きられないことを知っている。
7歳の時まで、平氏から身を守るために屋敷から一歩も出られなかった（屋敷の前では六波羅探題の手の者が逃げないように常に見張っていた）。その状況を打破するために、牛若は藤原光仁の屋敷で匿って貰う予定であり、その間の身代わりとして漂太が連れて来られた。だが、その道中に持病の発作が起きてしまい断念。その代わりにりん達軒下一座と共に百姓の五作の家で暮らすことになった。
幼少の頃からずっと屋敷から出ることが出来なかった牛若にとって、軒下一座や五作との賑やかな生活は「一番楽しかった時間」と語るほどの大切な思い出となった。また、得意の笛で漂太の代わりに一座の一員として活動する。
しかし、清盛の太政大臣就任の宴で軒下一座が芸を披露することになったが、癪の発作を起こしてしまい失敗、また、りんの失言から清盛は一座を警戒し、五作の家に間者を送り込む。そして、間者に牛若と漂太の関係がバレてしまうと、漂太に危害が及ぶことを恐れた牛若は間者を殺害。そして五作の提案により一座と別れ、長成邸に戻る。
その後は長成邸の書庫蔵にこもって勉学に励み、手紙で漂太に宋の兵法を伝えることに残りの命を捧げることを誓う。
8年後、羽坂の頼みを受け書庫蔵から出るも、屋敷内で平家方の人間に姿を見られてしまう。それにより鞍馬寺の漂太が偽者だとバレそうになったため、牛若は鞍馬寺に向かい漂太に祖先・源義家の紺紙金字一切経という源氏の宝を届けて窮地を救い、漂太や一座のみんなと再会を果たす。そして、自らの死期を悟っていた牛若は漂太に自分がいなくなったら自分の代わりに平家を倒すことを約束させて、漂太と共に六波羅に向けて決意の鏑矢を放った。
翌日長成邸に戻るが、帰宅後に吐血し、危篤に陥る。だが、気力で起き上がり、再び蔵にこもる。漂太が鞍馬寺から到着すると蔵に呼び出し、「忠・勇・仁・信・智の五材たる家臣を集めよ」という六韜の教えを授け、自分の代わりに牛若として生きて平家を打倒することを漂太に頼む。そして感謝の言葉を伝えて息を引き取った。
武蔵坊弁慶
義経の最初の家臣。「忠の者」。出会いは、鞍馬寺での修行の時である。その頃の名前は鬼若丸（おにわかまる）。比叡山の修行僧で幼い頃から常識外れの巨躯と怪力を持っていたため鬼と恐れられ、「封印」として拳を縄で雁字搦めにされていた。義経（当時は遮那王）も当初はその巨体に驚いたが、勇気を出して近づくと全く恐ろしくなかった事から、すぐに友人となった。
それまで恐れられ虐げられていた鬼若丸にとって、義経との出会いはまさに運命であった。
鬼若丸の性格は心優しく、また臆病で、鬼という評判とは懸け離れたものだった。
その後、怪力による不祥事が原因で比叡山を追放され、放火の冤罪もなすりつけられてしまうと、自分を友達と言ってくれた義経の役に少しでも立とうと「武蔵坊弁慶」と名乗り平家に関わりのあるものの刀を奪うことを繰り返した。だが、鞍馬寺を抜け出し奥州行きを数日後に控えた義経に五条大橋で再会し、義経の家臣として奥州行きに同行することを決める。
平泉では金国人・コヨウとの悲恋や清原氏の残党との戦いなどもあったが、義経や盛と共に比較的のどかに過ごす。
鎌倉ではその異様な見た目からしばしば盛と共に留守番を命じられることもあったが、入京後は戦続きになったこともあり、持ち前の怪力で巨大な薙刀を操って手柄をあげていく。一の谷の戦いでは義経と共に鵯越の崖を下り、途中から逆に馬を背負って下るという離れ業を見せた。屋島では悪七兵衛景清との一騎討ちに勝利し、壇の浦では戦の前に熊野水軍の別当湛増に自らの母との関係を問い、源氏方につくよう説得を試みるなど切れ者としての一面も見せる。
義経の家臣内では最古参である。「忠の者」らしく義経への忠義は誰よりも厚く、屋島へ船での移動中に暴風雨の影響で海に投げ出された義経を捨て身で守ったことも。
平家滅亡後に義経が偽物と知っても皆と同様全く意に介さず、義経追討令が出ると、吉野行きを提案。しかし吉野で静御前が捕らえられると、義経らと共に奥州へ向かう。その途中の安宅の関では山伏に変装した一行の先達として白紙の巻物を見ながら勧進帳を読み上げ、富樫左衛門に義経の正体がバレそうになったときは主君である義経を打ち据えるなどの弁慶の機転が一行を無事奥州へと辿り着かせた。
忠衡の襲撃では、盛ら郎党達と義経の逃亡に尽力し、盛が庇って矢の雨を浴びて倒れた後も単身奮戦し、自身も大量の矢を浴びて死亡するも、義経の忠義による強い意志で死してなお薙刀を振るい続けて最後まで敵を阻んだ。そして、泰衡が到着して駆け付けると力尽きてそのまま地に臥した。
伊勢三郎能盛
　通称は盛。「勇の者」。伊勢の目代家に生まれた。実は源義朝と会ったことがあり、義朝のおじちゃんと慕っていた。信じていた人たちに裏切られて家族（父母、弟）を失うなど様々な苦難に遭い、人間を信じられなくなって山賊にまで身をやつすが、義経と出会い、その器量に魅せられ家臣となった。山賊時代に「ニク」と「キュウ」という二匹の狼を飼っていて、「家族」として可愛がっていたほどの動物好き。
山賊生活が長かったためか、かなり口や態度が悪く、主君である義経に対しても常に呼び捨てでタメ口である。しかし、義経に対する忠義は揺るぎないものであり、木曽義仲との宇治川の戦いでは義仲との一騎討ちに挑んだ義経を万一の時は盾となって守ろうとしたり、屋島の戦いでは平家方の武将田口教能の陣に丸腰で乗りこみ命がけで降伏を促すなど「勇の者」としての役割を存分に果たす。また、平家を滅亡させたことで二位尼や安徳天皇の命まで奪ってしまったことに動揺していた義経を諭すなど年上らしい一面も見せる。
平家滅亡後に義経が偽物と知っても皆と同様全く意に介さず、義経追討令が出た後も義経に従い、平泉行きに随行する。
忠衡の襲撃では、弁慶ら郎党達と義経の逃亡に尽力し、持仏堂へ続く橋で弁慶とともに敵を阻むも、敵の矢の雨から弁慶を庇って倒れる。死に際に、義経とかつての山賊仲間、弟のことを想いながら息絶えた。
佐藤継信
「仁の者」。奥州屈指の名門、佐藤家の佐藤基治の嫡男。温厚な性格で、言い掛かりを付けられても怒らないほどだが、主君の藤原秀衡の悪口を言われると激昂、その場で斬り捨てるほどの忠誠心を持つ。今でこそ礼儀正しい振る舞いをしているが、昔は「阿修羅の継信」と恐れられたゴロツキの頭で、母親が何度殺そうとしたか分からない位の世間の鼻つまみ者だった。
義経とはその奥州入りの時からの知り合いで、時には意見が衝突することもあったが、義経の器の大きさに魅了されて心服するようになっていった。
義経の鎌倉行きの際にはそれに同行したいという気持ちが芽生え始めるが、自身が秀衡の家臣であることや佐藤家の嫡男であることなどの立場上の問題から諦めていた。だが、秀衡に止められ鎌倉行きを諦めた義経を見て、「心のままに生きるべきだ」と諭すと同時に自分の本心に気付き、義経の鎌倉行きに家臣として同行する決意をする。
家臣となってからは、屋島の戦いでは別動隊を任され義経に継信が負傷することは「腕をもがれたも同然」と言わせるほどの働きで「仁の者」として義経の快進撃を支える。だが、その屋島の戦いで義経を庇って平教経の弓矢に射られる。そして最期の言葉を残し、義経の腕の中で息を引き取った。その死は義経主従に深い悲しみを与え、義経は継信を弔った志度寺に愛馬・太夫黒を寄進した。
佐藤忠信
「信の者」。佐藤基治の子で継信の弟。弁慶と互角の怪力で兄と同等の忠誠心を持つ一流の武士だが、何をやっても兄に後一歩及ばない事から、兄に対して強烈な劣等感を持っていた。兄同様、義経とはその奥州入り以来からの知り合いで、信夫庄に出現した虎を退治した際には義経らと行動を共にし、自ら虎にとどめを刺すことに成功し、同時に窮地の兄を救ったことから劣等感を克服することにも成功する。
一生を奥州で過ごすよりも中央の戦に出てみたいという気持ちを抱いており、義経という血筋だけではない有能な大将に出会ったことでその出陣の際には同行したいと思っていた。その鎌倉行きが決まると、嫡男でないという立場から兄よりも先に義経らと共に鎌倉に行く決意をする。
上野国の市で買った童女人形を気にいっており、楓子と名前まで付けて戦のときにも隠し持っていたが一の谷の戦い直前の搦め手の夢野への道中で紛失してしまう。だが、その後楓子に似たワッシーと出会ったことで彼に対し複雑な感情を抱いてるようである。
平家との戦では華々しい活躍を見せ、屋島の戦いで兄・継信が戦死した後も「信の者」として義経に付き従った。しかし、平家滅亡後に義経の正体が頼朝に露見して追われる身となった際、義経らに奥州へ逃れることを勧め、自らは鎌倉方に捕らえられた静御前を帰京次第救い出して奥州へ連れて行くために京に残る。そうして静の帰京を待っていたが、義経らが奥州へ向かっていることが鎌倉方にバレたと知ると、義経に似た少年・つづらを使ってあたかも義経は京に潜伏していると思わせる策を立て鎌倉方を翻弄する。その甲斐あって、義経らは無事奥州へ着くことができたが、自身は鎌倉方の糟屋有季に追い詰められると、つづらを逃がし、義経への感謝を胸に自刃して果てた。忠信の死は鎌倉から帰京してすぐに平泉へ向かった静によって義経たちに知らされた。
峨山直平（がざん なおひら）
「智の者」。長成の屋敷を監視している者達の頭で、侍大将格の男。継信から「厳し過ぎる程の頑固者」と称される厳格な性格。元は源氏側であったが、生き残るために平氏へと鞍替えしたことを歯痒く思っていた。しかし、まだ7つの牛若丸（漂太）の資質を見抜くと、自らの命を牛若に捧げることを誓う。その後、禿髪の策略に嵌められた常盤を救うために腹を切ろうとした牛若を機転を効かせて清盛を諌めて命を助けるなど影ながら支援し、牛若が鞍馬寺に入った後も面で顔を隠して護法魔王と名乗って牛若の剣術の指導をする。
義経の奥州行きには同行しなかったが、木曽義仲の京入りによる平家の都落ちにより安堵されていた所領が宙に浮いて平家からの縛りがなくなったため、義経達と合流して獅子面組として活動する。その後は宇治川の戦いに義経軍として出陣し、一の谷の戦いの直前に長成邸の書庫蔵で義経の家臣として共に平家打倒を目指すと誓い、そこで「智」の文字を授かる。
平家との戦いでは三草山の戦いで義経に釜底抽薪の計を提案するなど「智の者」としての活躍をみせると共に、一の谷の戦いで平知章を若年故に助けようとした義経を諌めるなどその優しさから来る甘さを指摘するなどの厳しさもみせる。屋島、壇の浦にも従軍し、義経郎党として平家打倒に尽力する。
平家滅亡後に義経が偽物と知っても皆と同様全く意に介さず、義経追討令が出た後も義経に従い、平泉行きに随行する。
忠衡の襲撃では、弁慶ら郎党達と義経の逃亡に尽力し、敵が押してきたため弁慶と盛を持仏堂へ続く橋へ後退することを促し、自身は時間稼ぎのための殿を行い、最後まで奮戦するも力尽きて討ち取られる。
鷲尾三郎
通称はワッシー。元土豪の武士で鵯越近くの猟師、鷲尾武久の三男。幼名は熊王。性別は男だが中性的な容姿をしており、自らを「乙女」と語るように心は完全に女性である。元猟師ということから弓術に非常に長けており、また、華奢な体型に見えるが筋力もある。髪の色こそ違えど、忠信の童女人形に顔が酷似している。
幼少の頃からその中性的な顔立ちや性格のせいで家の中でも家の外でも居場所をなくしていた。そのため唯一の理解者だった父は家督を兄に譲り武士を捨てて熊王と二人で山奥へ移り住み、猟師として自由に暮らしていた。しかし、幼少期に受けたイジメが原因で自分が優しくしても結局嫌われると考えており、自分が気に入った人物以外には冷たく接してした。
義経軍が一の谷の戦いで搦め手北口の夢野へ向かう途中で武久の小屋を発見し、義経は武久に道案内を依頼するが、武久は高齢のため代理として熊王を行かせることとした。熊王は義経に惚れて快諾、その場で元服し鷲尾三郎として従軍した。そこで鵯越での義経の願いを叶えるために命を懸ける姿勢、そしてその郎党の主人に命を捧げる姿勢に感銘を受け、戦闘に参加して義経の危機を救う。戦いの後、父の許しを得て正式に義経の家臣となる。
屋島の戦い直前に継信に手柄を立てて父親に胸を張って報告したいと相談し、命を懸けて戦うかわり継信に義経の次に守ってもらう約束をする。しかし屋島の戦いで継信が戦死すると、自分が継信の遺志を継いで平家打倒に向けて力を尽くすことを誓う。そして、壇の浦でも義経の危機を救い、峨山の窮地を義経に知らせて救うなど活躍する。
義経が本当は偽物だという事実を郎党の中で最初に知ることになった人物である。そして、主従のその揺るぎない絆に驚愕すると共に自らもその仲間であることに喜びを感じている。
義経追討令が出た後も義経に従い、平泉行きに随行する。
忠衡の襲撃では、弁慶ら郎党達と義経の逃亡に尽力し、屋根の上から弓隊とともに敵に矢を浴びせるも、忠衡に矢を射られて致命傷を負う。盛に介抱されるも、最期を悟って来世では女として生まれ変わって来世の継信と結婚して、来世の義経を夫婦で守ることを誓って息絶える。
りん（静御前）
本作のヒロイン。軒下一座の一員で、唯一の女子。そのため、鞍馬寺に一時入るも女人禁制の掟のために出され、一流の白拍子小礒の養女となった。
その後は長らく登場しなかったが、「源平合戦編」で都一の白拍子静御前として再登場。美女に成長しているが、性格にそれほど変化はなく無邪気な面も。義母小磯の言によれば、義経（漂太）への思いは兄以上のものであるという。
金売り吉次
長成に頼まれ、牛若丸を奥州へと送り届ける。藤原秀衡の家臣で、元六位の武士でもある。一癖も二癖もある切れ者で、義経に対しても厳しく当たるが、実際は義経を金剛と見ている。また義経＝漂太という秘密を知っている数少ない人物。義経出兵後は、義経一行を情報収集など裏から手助けするため、かすみと共に富士川に現れる。
かすみ
子供時代は漂太と同じ軽業師で、暗殺を生業にしていた事もある女性。その生活から抜け出すために、吉次が義経の護衛として身柄を預かる事になる。義経が奥州へと無事に渡った後は、晴れて自由の身となり、旅籠で働いていた。義経出兵後は吉次と共に義経一行の手助けをする為に富士川に現れる。石橋山で梶原景時が頼朝を助けたという情報を教えたのも彼女である。

### 平家
平清盛
本来は貴族の番犬でしかない武家でありながら強大な権力を手中に収め、この世の絶頂を極めている平氏の棟梁。「平氏にあらずんば人にあらず」と呼ばれるほどの時代を築き上げた。
牛若丸を屋敷に幽閉した張本人。当初は常磐御前に迫る助平爺として描かれていたが、後に平氏の棟梁としての威厳のある側面を見せる。
自分の父が白河天皇ではないのかという噂を気にしており、自らの出自が判らぬ事への苛立ち、空しさを感じている。他にも、倒れた牛若丸を彼と気付かず自ら看病する、子や兄弟を含む平氏一門からは慕われ信頼されているなど、冷酷な覇者と優しい家長という二面を併せ持っている。
平宗盛
清盛の三男で、清盛亡き後の平家の棟梁。常に公家風の厚化粧をしている。清盛に比べて器量がなく、京が危うくなると早々に都落ちを決定してしまい、合戦の指揮も弟たちに任せるなど無能な面が目立つ。壇ノ浦の戦いでは敗北が決まった際に自決しようとするも躊躇してなかなか入水できずにいたところを盛によって捕らえられてしまう。捕虜になったあとは義経に媚びて命乞いをするも頼朝によって処刑を命じられ、息子清宗の助命を託し、最期は武家の棟梁らしい態度で処刑された。
平清宗
宗盛の嫡男。父と同様あまり度胸がない。壇ノ浦の敗戦後助命嘆願も虚しく処刑される。
平知盛
清盛の四男で平家屈指の勇将。兄宗盛が無能なため実質的な指揮官として平家軍を率いる。一ノ谷の戦いで全軍総崩れの中撤退するも、息子知章を義経によって討たれてしまい、ショックのあまり眉尻が抜け落ち人相が変わってしまう。以後義経を憎み執拗に狙うようになる。壇ノ浦の戦いでは海戦慣れしていない源氏軍を翻弄する。最期は唐船の巨大な碇を担いで入水して自決する。
平教経
平教盛の次男で清盛の甥。元々は国盛と名乗っていたが、後に教経に改名している。奥州に義経の偵察に入る。男なのに女のように前髪を垂らしたり、女物の服を着たりといった悪癖があるものの、彼自身は己の女性的な顔立ちに劣等感がある素振りも見せる。そのせいか顔のせいで弱そうと馬鹿にされたら喧嘩っ早くなる直情的な所や、プライドが高く一度言い出したら聞かない傲慢な面がある反面、子供好きな一面もあり笑顔を見せる。
武芸の実力は、同じ平家一門の中で武芸に優れていると言われる従兄の知盛も自分より上と認めるほどであらゆる武器を使いこなす達人だが、それは過去のある失敗がきっかけで、以来武芸一筋に打ち込んできた努力の賜物でもある。
平維盛
平重盛の嫡男で清盛の孫。時子曰く「光源氏のよう」と形容される美男。性格は大人しく温厚で、その点を清盛から厳しく叱責された。
徳子
鞍馬寺に参拝に訪れた少女。父は清盛であり、徳子と漂太は本来敵対する間柄であるが、2人は親交を交わす。彼女にとって清盛は良い父のようであり、彼女が寺に来たのも、清盛の病が良くなるように祈るためだった。後に、平氏の権勢をより一層高めるため、高倉天皇の元に嫁ぐ。漂太は初めて出会った時に匂い袋を贈られ、そのお返しとして自ら彫った木の人形を、入内するために車で送られる徳子の元へ命がけで贈り届けた。
平時忠
清盛の義弟の公家。かつて権勢を誇っていた頃に驕り高ぶったあまりに平家にあらずんば人にあらずという言葉を残した。壇ノ浦の戦いで捕虜となり、その栄華の儚さを嘆き悲しんだ。
平時子
通称二位尼。平清盛の妻で平家四兄弟の母。壇ノ浦の戦いで敗北が決まったあと、知盛の言を入れ、すべての財宝を海に捨てると言い、帝とともに入水自決する。その際、清盛の幻影を見つつ息を引き取る。
安徳天皇
徳子の子で平家によって担ぎ上げられた幼帝。壇ノ浦の戦いで一族とともに入水する。
斎藤実盛
平家方の武将。かつて義仲の父義賢と敵対していた義朝配下の武将だったが、義賢の討死後、幼かった義仲の命を救った。このことから後年まで義仲は恩義を感じていたが、篠原の戦いにて平家側の武将として義仲と敵同士で相まみえる。名を尋ねられても一介の老将として名乗らなかったが、老体ながら木曽勢を相手に奮戦する。しかし最後は樋口兼光によって討ち取られてしまう。当初義仲は気づかなかったが、討ち取られる直前にその顔を思い出し首を取るのを止めようとするも既のところで間に合わず、義仲は恩人の死に涙した。

### 鎌倉勢
源頼朝
源義朝の三男。長兄の義平、次兄の朝長は既に平治の乱の混乱で死亡しているため、彼が現在の源氏の棟梁である。通称は官職名の右兵衛権佐から佐殿（すけどの）。
平治の乱に参加していたため、頼朝も死罪となるはずであった。だが、頼朝の顔が若き日に亡くなった自らの息子家盛にそっくりであったため、清盛の義母池禅尼が必死の助命嘆願し、死は免れ伊豆国の蛭ヶ小島に流罪となった。
しかし、僅か14歳で父や兄を一度に失った上に流罪となってしまった頼朝は、生きる希望を失って父達を供養するための経を読むだけの日々を送っていたが、監視役の伊東祐親の娘八重と通じて千鶴丸という子供を為すなど、徐々に生きる喜びを知るようになる。しかし、娘が謀反人との間に子供を作った事による平家の逆鱗を恐れた伊東祐親は、一族を守るために涙を飲んで、千鶴丸を殺してしまう。頼朝は、自分の子供を救えなかった己の不甲斐なさ、そして平家が支配する世の恨みから、平家打倒を心に誓い、以後は難しい兵法書を読みあさる毎日を送る。
義経とは鞍馬寺を出て奥州に行く途中で出会った。義経と出会った当初は非常にだらしない姿を見せていたが、それは演技であり、義経は、僅かなヒントから頼朝の演技を見破り、頼朝も義経の優秀さを認めた。
平家打倒のため、あらゆる兵法書に通じ、有事の際に備えて先祖伝来の鎧と太刀を常に手入れしている。しかし、常に平家の監視下に置かれていたことから、武芸の稽古は全く行っていない。
その後、平家方の北条時政の娘・北条政子と結婚、そして時政らと共に平家打倒へ挙兵するも、石橋山の戦いで敗北。命の危機に瀕するも梶原景時に助けられ、上総に逃れ再起を図り、勢力を盛り返して富士川の戦いに勝利。この戦いの後に義経との再会を果たす。
その後はしばらく東国の平定に力を注ぎ、木曽義仲が倶利伽羅峠の戦いで平家を打ち破り入京しようとすると、義経を送り込み様子を探る。そして義仲が後白河法皇から強引に頼朝追討令を出させると、範頼・義経を総大将として派遣して宇治川の戦いで勝利するなど徐々に全国に勢力を伸ばしていった。
情に厚い性格だったが、自らの勢力が強大になっていくにつれて、それを守るために時には非情な決断を下すようになっていく。だが、次第に保身のために少しでも災いの元となる者を容赦無く処断するなど、娘の大姫から「鬼」と呼ばれるほど冷酷な性格に染まっていく。義経が偽者だったと知ると自分を欺いていたことに激怒し、さらに源氏ではない者が平家を滅ぼしたことで鎌倉が揺れることを恐れて偽者だったことを隠し、表向きは史実通りの理由で義経を追放した後すぐさま追手を掛けた。その後、義経と静御前との間に生まれた子供を千鶴丸と同じように殺してしまい、それが原因で政子から憎悪されるほどの確執が生まれる。
義経（漂太に成り済ました偽者）の死後、奥州藤原氏を滅ぼし（奥州合戦）、後白河法皇から征夷大将軍の位を得て日本を治める頂点に立つも、その七年後の相模川での橋供養からの帰路で、政子が放った刺客達に毒が入った水を飲んで衰弱したところを胸を刺されて最期を遂げる。この暗殺は刺客達に落馬した時に運悪く枝が胸に刺さった事故として闇に葬られる。
北条政子
現在、頼朝の監視を務めている北条家の北条時政の娘。当初は誤った噂話を信じていたため、頼朝を極悪人と思っていた。しかし、いざ実物を見てみると容姿端麗な頼朝に一目惚れし、さらに噂は誤りであったどころか優しい性根の持ち主と知って完全に惚れることとなる。
しかし、平家追討を果たした後、源氏の勢力を拡大・維持するために兄弟ですら切り捨てる冷徹な決断を行う頼朝に迷いを深めていく。義経が偽者と判明した後も彼を庇い、後に捕らわれて送られてきた静にも親身に接していた。そして、義経と静御前の子供を殺したことによって、激しい後悔と憎悪を抱くようになる。
頼朝の暗殺後、子の頼家が父の死を悲しむよりも自身の立場を心配し、頼朝と同じ「鬼」の一面を垣間見たことにより、なおも源氏の根絶やしを目論んでいる。
源範頼
陸奥守藤原範季の甥・範光と名乗り、平泉に来訪。義経の似顔絵を描いて平泉で義経を探し、当初は清盛からの刺客と疑われたが、正体は源義朝の六男で、頼朝と義経の異母兄弟。8歳の時に父・義朝を失い、その後は範季の元で育てられる。公家育ちだが源氏の血を大切にし、過去に養母と揉めたものの武芸の鍛錬を忘れていない。父の形見である懐剣を大切にしている。義経と打倒平家を誓い合う。源平合戦編では義経に先んじて頼朝の元に駆けつける。
源頼家
頼朝の嫡男。 頼朝の暗殺後、父の死を悲しむよりも自身の立場を心配するとともに、自らが源氏の嫡男として権力を握れる事を喜ぶかのような表情をし、頼朝と同じ「鬼」の一面を垣間見せたことにより、母の政子から「鬼」「おぞましい」と嫌悪される。
那須与一
源氏の武者。平家都落ちの後に登場。蓮華王院（三十三間堂）にて平維盛捕縛に協力。建物を傷つけることなく三十三間の距離にいる維盛に矢を命中させるなど絶妙な技術を見せる。弓使いにとって無防備な右側に近寄られることを嫌う。
梶原景時
石橋山の合戦では平家方の武将だったが、敵の頼朝を見逃し命を救った恩人でもある。景季から義経を紹介されたが、義経のことを源氏の名を利用した偽者ではないかと疑っており、また義経を頼朝と引き合わせず、平氏を追い払った義経の手柄をも横取りする。またその後も功に焦り義経に先を越され、面目を失い激昂する姿や、狭量さから後の没落を匂わせている。
梶原景季
景時の息子。斥候として出ていた時に平家方に襲われたが、義経達に助けられる。父景時と義経一行を引き合わせる。疑っている父とは違い彼自身は純朴で、義経達の技量を素直に尊敬している。義経の事を頼朝に伝えるべきではと景時に進言するも、断られてしまう。

### 木曽勢
木曽義仲
北陸の覇者。軍事的な指揮能力は高いが性格はきわめて傲慢。かつて源義朝に父を討たれ、その子である頼朝にも憎悪の念を持っている。倶利伽羅峠の戦いで平家軍を打ち破り、その後怒涛の勢いで京を占領。法皇より官職を与えられるまでになるが入京以来、軍の規律が緩み民間人に対する乱暴狼藉が極まってもその対策をとらず、さらにその傲慢な性格のために皇位継承にまで口を出し、法皇とも対立するようになる。横暴な性格がたたって、最終的には兵士たちからも見放されてしまい粟津の戦いで討ち死にする。
木曽義高
義仲の嫡男。義経が義仲に捕らえられたときに幽閉された部屋に侵入。義仲の子とは知らず脱走のための人質として鎌倉に連れて行かれる。激怒した義仲が奪還に動くが、頼朝の機転と父義仲への信頼から鎌倉に残ることを決意。つじつまあわせのため頼朝の長女大姫と婚約する。
巴御前
義仲の愛妾。戦場に出れば武将として際を振るう女傑であり、義仲のために命を張る女性。義仲の子義高は実子ではないものの、実の子のように大切に思っている。
樋口兼光
義仲の家臣で幼馴染。粟津の戦いでは義仲を救うことができなかったために捨て身の一撃を加えようとしたところを取り押さえられる。義経によって助命嘆願がなされるも、義仲の振る舞いを許さない法皇によって死罪を言い渡される。

### 朝廷
後白河法皇
清盛死後に初登場。清盛存命中も形式上の最高権力者であり続けた。清盛からの見舞いの催促ものらりくらりと断り続ける。清盛の死を報告に来た宗盛の器量を即座に見抜き、平家を見限ることを決断するなど、政治力に長けた老獪な政治家として登場。義仲が入京すると御しやすい山猿として蔑んでいたが武力に任せて専横を増す義仲と対立するようになり僧兵などを使い武力衝突を起こすも、すぐさま敗れ、渋々頼朝追討の宣旨を出さざるを得なくなる。義仲を追い落とすために義経に接近し取り込もうとするがそれが原因で義経と頼朝の間に不和が生じることになる。最終的に義経がいなくなってしまったことで、頼朝に対抗する力を失ってしまい失意のうちに亡くなる。
丹後局
後白河法皇の寵姫。
鼓判官知康
後白河法皇の側近。鼓の名手であることから鼓判官と呼ばれる。義仲の横暴を諌めようと屋敷を訪れるが散々貶められ馬鹿にされたことに激怒し、法皇に義仲追討を進言する。法皇挙兵の際は総大将として指揮を執るが、戦は素人で兵は僧兵なので大敗北した。

### 軒下一座
赤ハナ、カジカ、大仏
軒下一座の一員。赤ハナは名前通り鼻が赤く、短気な性格。カジカは唇が厚く真面目な性格。大仏は一番大柄だが気弱な性格。後に、鞍馬寺に来て僧兵となる。
ムカデ爺
軒下一座の子供を集めた爺様。馬の乗り方を教えた事もある。彼が亡くなり、漂太達一座は出雲から京に行き常盤御前達と出会う事になる。

### 鞍馬寺
蓮忍（れんにん）
東光坊阿闍梨を務める僧侶。かつては、源義朝の祈祷師をしていた。漂太に遮那王の名前を与える。
覚日（かくじつ）
蓮忍の弟子。目が不自由ながら、阿闍梨にまでなった僧侶。心の目で全てを見通しており、紙を手でなぞるだけで文字が読めるほどで、その眼力に漂太は何度も度肝を抜かれる。漂太の師となる。
了験（りょうけん）
鞍馬寺を守る僧兵の頭領。温和な性格で、やんちゃな遮那王に頭を悩ませながらも見守っている。
小円（しょうえん）
鞍馬寺を守る僧兵。薙刀の達人。短気ではあるが、了験に次ぐ実力の持ち主。目が離れており（漂太曰く「亀面」）、その事を指摘されると激怒する。後に修行の旅に出て、精神的に成長して帰ってきたが、漂太によってすぐに元の人格に戻る。
吉兆丸（きっちょうまる）
漂太と同じ坊で修行する小坊主。漂太より少し年上になる。裏表が非常に激しい複雑な性格をしている。実はなずな達と同じように門の前に粘って入った過去を持ち、それが原因で一時期は寺にいる貴族の子息達に苛められていた。
なずな、だんぶり、やまめ
鞍馬寺に入れて貰うため、何日も門の前で粘っていた子供達。漂太と協力して了験が出した「問ひ」を解き、寺に入れて貰い小坊主になる。
護法魔王（ごほうまおう）
鞍馬山の天狗。正体は峨山直平。何年にも渡って、漂太に剣技や戦の心得、身の守り方を教える。正体がばれた後は、義経が挙兵すれば馳せ参じると約束する。
慎左（しんざ）
最上正房の次男（作中に兄と弟らしき人物が確認できる）。清盛によって牛若丸（漂太）を殺すように命令された刺客。漂太の隣の坊で修行する稚児・周建（しゅうけん）として潜入していた。屋根瓦を落としたり毒が入った食べ物を用意したりしたがいずれも失敗し、漂太が護法魔王と会った後に直接殺すために襲撃するが、枝で足を刺されて負傷して逃走する。その後、清盛の元に戻るが、暗殺失敗の咎で清盛に殺される。

### 奥州
藤原秀衡
奥州藤原氏第3代目当主。
平氏に表向きは従いつつも、その実平氏でさえも手出しが出来ないほどの財力・武力を兼ね備え、外国と独自の外交をも行う奥州藤原氏を束ねる実力者。義経を金剛と見込み、保護する。人を従える威厳と、子供のような茶目っ気を併せ持つ。
奥州へ戻って来た義経一行を保護し、義経を口実に鎌倉軍が攻めて来るだろうと予想し備えようとするが、容態が急変して倒れる。死に際に義経と長男・国衡と次男・泰衡を呼び、力を合わせて奥州を守るようにと託して息を引き取る。
杏
藤原基成に仕えていた雑仕女。吉次の半ば嫌がらせの提案によって義経付きとなる。非常に要領が悪い上に、気の遣いどころが間違っており、しばしば義経達から失笑を買うが、本人は一生懸命である。
水樹
継信、忠信の妹。当初は誤解から義経に嫌悪感を抱いていたが、後に誤解が解けると好意を持ち、さらに惚れるようになる。杏との間に奇妙な友情が芽生える。
佐藤基治
継信、忠信、水樹の父。
大柄で剛毅な人柄で、不祥事を起こした実の息子に対しても眉一つ動かさずに「死ね」と言い放つほどだが、実際は非常に子供思いで、陰ながらに息子達を見守っている。
義経達が奥州に戻って来た際、息子達も帰って来たと思って喜んでいたが、義経から継信の戦死と忠信の自刃を聞かされる。だが、二人が最期まで武士として生きたことを喜び、義経を責めることは一切無かったが、義経と別れた後は水樹とともに涙を流していた。その後は、史実通り鎌倉軍との戦いで戦死したことが語られた。
藤原泰衡
秀衡の次男。大抵の事は怒ることのない温和な性格。史実とは違い、最後まで義経とは深い友好関係を築いていた。
秀衡の遺言に従い、鎌倉軍に備えようとしたが、弟の忠衡が義経一行を襲撃してしまい、急いで駆け付けて自分勝手に襲撃した忠衡を殺害。衣川館に踏み入り、身代わりになって死んでいるかすみ達の真意を汲み取って今回の襲撃を自分の仕業とし、偽者の義経の首を鎌倉に届けた。
その後は史実通り攻めて来た鎌倉軍に敗れ、逃げた先の重臣・河田次郎の手で暗殺される。死に際に長年仕えてきた重臣が保身に走ったのを見て、最期まで忠義を貫いた義経郎党が欲しかったと悔いていた。

### 京の人々
常盤御前
源義朝の側室であったが、彼が討ち取られた後は平清盛の愛妾となる。その後、詳しい経緯は描かれていないが、藤原長成に嫁ぐ。漂太を牛若丸と同じく、自らの子供として愛した。気弱なのか、作中では度々卒倒する場面がある。
藤原長成
大蔵卿を務める。漂太は勿論、牛若丸とも血縁関係にはないが、2人を実の息子のように気にかけている。牛若丸の夢を叶えるため、危ない橋を渡りながらも様々な便宜を図る。
紫蘭（しらん）
長成の家に住む陰陽師。特に占いに関して絶大な力を持ち、その力をもって漂太を探し当てた。また、牛若丸の寿命も当てた。
羽坂（はさか）
牛若丸の養育係をしていた老婆。漂太の破天荒な行動に、しばしば肝を冷やす羽目になる。祖母のように牛若丸を愛した。
藤原基成
長成の母方の従兄弟にあたる藤原忠隆の子、つまり長成の親戚に当たる。彼を通じて、義経は秀衡の庇護を受けることに成功する。優しい心の持ち主で、義経を温かく迎える。
小礒
一流の舞の技術を持つ白拍子。りんに櫛をあげるが、その櫛が原因でりんが女であることがばれてしまう。その事に責任を感じ、りんを貰う。成長したりんと共に源平合戦編で再登場。

### その他の人々
源頼政
平氏全盛の世、源氏でありながら平治の乱の時、牛若丸の父である源義朝を見限り、平氏に属した武士。清盛に仕え、並の武士では到底不可能な出世を果たした老人である。平氏に仕えてはいるが、平氏に心服しているわけではない。そのことを清盛も薄々感づいているようである。
抜刀が禁じられている鞍馬寺の浄域で、桜の枝を刀で切り落としたため漂太に注意されるが、「寺でも包丁を用いているではないか」「殺生を禁じるなら槍を持った毘沙門天はどうなる」と反論した。しかし、漂太はその問に見事な答えを返したため、頼政は漂太を源氏の逸材と見るようになり、漂太に高価な筆を何本も送り届ける。
源平合戦編冒頭で、平氏の専横に耐え切れなくなり、以仁王と共謀して挙兵を画策し、そのことを義経に伝えるべく渡辺に密書を預けて奥州へ向かわせるが、直後に計画が露見してすぐさま挙兵するも敗れ、もはやこれまでと自害する。
若い頃、天皇の命で鵺という化物を弓で見事撃ち落としたという伝説を持つ。
渡辺善
源頼政の郎党、嵯峨源氏渡辺党。義経に頼政からの平氏討伐の密書を届けた。しかし平泉到着後に吉次から頼政の戦死を聞き自害しようとするが、義経に説得され、彼と共に頼政の平家討伐の遺志を継ぐことを決意する。
五作
百姓。漂太と入れ替わった牛若丸が加わった軒下一座が、最初の夜に彼の家に厄介になる。お金には意地汚いが、筋は通す。
最上正房（もがみ まさふさ）
弱小豪族の長で、慎左の父。清盛に呼び出されて慎左の遺体と対面し、「慎左は牛若に殺された」と嘘を唆され、さらに暗殺失敗の責でお家取り潰しを言い渡されたため、敵討ちと自らの一族を守るために兵を率いて漂太を殺そうとするが、逆に漂太に諭されて最上一族は東国に落ち延びることとなる。正房自身は真の仇である清盛を殺そうとしたが警護に阻まれ、頬に傷を付けることしか出来ずに絶命。首は漂太の元に送られ、鞍馬寺で供養される。彼ら親子の死によって、漂太の清盛への敵対心は決定的となった。